# Johan Widekindi
Johan Widekindi (Widichindi, Widichinni, det vill säga Widichsson, såsom han ofta benämns i adressen på flera brev), född 1618 eller 1620 i Bro prästgård, Västmanland, död 24 december 1678 i Stockholm, var en svensk historieskrivare, och rikshistoriograf.

## Biografi
Johan Widekindi tillhörde en gammal prästsläkt. Hans far, kyrkoherde i Bro, Västmanland, hette Widich Larsson (latin: Widichinnus Laurentii); hans bröder kallade sig efter födelseorten Pontelius. Modern Sara Olofsdotter var syster till Johan Stiernhöök.
Widekindi blev 1640 student vid Uppsala universitet, där han vid flera akademiska högtidligheter uppträdde som latinsk vältalare. Efter en utrikesresa anställdes han 1655 som eloquentiæ lektor vid Stockholms gymnasium, och nästan samtidigt gavs han i uppdrag att ordna Axel Oxenstiernas bibliotek och arkiv. Dettas utomordentliga rikedom på handlingar som belyste 1500- och 1600-talens historia lockade Widekindi till historiskt författarskap, och han bestämde sig för en skildring av förvecklingarna mellan Polen och Sverige ifrån Johan III:s till hans egen tid. 
Planen gillades av Karl X Gustav, för vilken Widekindi framlade den i Köpenhamn 1659 och som stämde honom till sig i Göteborg för vidare överläggning, men kungens död lämnade Widekindi utan hjälp. Han fann snart en beskyddare i rikskansleren Magnus Gabriel De la Gardie, som bland annat skaffade honom fullmakt som rikshistoriograf (1665). Sverige hade då tre historiografer, nämligen Bogislaus Philipp von Chemnitz, Johannes Loccenius och Widekindi. Efter att ha utgett några historiska tabeller, Lumen chronographicum (1664-66), grep han sig an med att, rikskansleren till behag, skildra Jakob De la Gardies "berömliga actioner i moskovitiska kriget", men framställde på samma gång (november 1666) sin önskan att få skriva Sveriges historia från Gustav Vasas död och continuera seriem rerum, "allt intill vår tid". 28 oktober 1668 gavs honom också kunglig befallning att författa en fullständig historia över de "gustavianske vasakonungarna" till Gustav II Adolfs tyska expedition. 
Han författade nu först och främst på latin det verk som delvis av honom själv, delvis, för brådskans skull, av andra översattes till svenska med titeln Thet swenska i Ryssland tijo åhrs krygzhistorie (1671) och som i 10 "böcker" förtäljer händelsernas förlopp från 1607 till freden i Stolbova (1617) samt fredens verkställighet och gränsregleringen (till 1621). Han medgav i ett brev till De la Gardie den 15 mars 1672, att språket och framställningssättet kunnat vara och borde ha varit bättre, men hoppades att man, tills en ny upplaga utkom (en sådan utkom aldrig), kunde ha en vägledning i den latinska texten som vore mera klar. Den latinska texten, som utgavs 1672, är emellertid knappt annat än ett kompendium av den svenska (så till exempel finns av 9:e och 10:e böckerna endast innehållsförteckningen). 
Samtidigt arbetade han på sitt stora historiska verk. 1673 hade han fullbordat de sex första åren av Gustav II Adolfs historia och rättat arbetet med ledning av den granskning som anställts av kanslirådet Johan Paulin Olivekrans och hovrådet Johan Stiernhöök (den berömde juristen, Widekindis morbror). En händelse kom emellan som tycktes skulle beröva Widekindi regeringens bevågenhet. Vid tiden för kröningsriksdagen i Uppsala 1675, då Karl XI kröntes, blev han misstänkt för delaktighet i en komplott emot styrelsen. Inlockad på en källare i Stockholm och där starkt förplägad, förleddes han nämligen under rusets inflytande att prata bredvid munnen om tidens brännande politiska frågor, medan gömda vittnen (ett av dem var greve Pontus Fredrik De la Gardie) lyssnade på samtalet. Man trodde sig på detta sätt ha kommit på spåren stämplingar till att störta rikskansleren Magnus Gabriel De la Gardie och inskränka kungamakten. Widekindi häktades, och en rättegång inleddes. Men Widekindi släpptes snart. 
1676 slöt Kammarkollegium kontrakt med boktryckaren Wankijf om tryckning av l:a delen av Widekindis Gustav II Adolfs historia. Widekindi avled under tryckningen, men denna hade då framskridit så långt att endast "några sista blad efter hans död kompletterades". Wankijfs död vållade emellertid att utgivningen fördröjdes. Men på hans änkas förlag utkom 1691 förra delen av Then fordom stormächtìgste . . . Herr Gustaff Adolphs den Andres och Stores lefwernes beskrifning etc., omfattande endast tiden till och med kungens kröning (1617). Men som det ansågs innehålla "åtskilliga mäkta otjenliga passager", somliga "anstötliga emot en och annan nation [danskar och ryssar], hvilka kunde få orsak att besvära sig ofver det att man här ville tillstädja sådant att skrifvas, tryckas och läsas", blev hela upplagan (830 exemplar) i november 1691 indragen, så när som på 67 exemplar, vilka utdelats eller sålts. (Enligt kungligt brev av 30 december 1692 lämnades tryckeriet, N. Wankijfs Enka, en ersättning av 1 200 dal. smt.) 
Kanslikollegium trodde att verket genom omtryckning av några få ark skulle kunna utges, och befallde i december 1691 Sven Leijonmarck, Claudius Örnhielm och Gustaf Peringer Lillieblad  att granska det, men dessas remarquer var av sådan betydelse att en större omtryckning skulle ha erfordrats. Den lärde Elias Palmsköld fann vid en jämförelse med originalhandskrifterna Gustaf Adolfs avtryckta tal vanställda av godtyckliga ändringar med mera samt gjorde till dem en samling rättelser på 26 sidor i kvart. 
Trots alla sina fel måste Widekindis arbete (numera sällsynt) betraktas som en i vissa delar viktig källa till Gustav II Adolfs historia, ty en mängd av de urkunder som Widekindi begagnade finns inte mera till. Manuskriptet till den återstående delen låg enligt företalet till första delen 1691 tryckfärdigt. Vart det tagit vägen är obekant. Det talades om att historiografen Samuel von Pufendorf fört det ur riket, och i november 1744 fick envoyén Karl Rudenschöld befallning att spana efter det i Berlins bibliotek. 
Widekindis Additament (ej tryckt) till Gustav Vasas historia är, enligt Carl Gustaf Warmholtz, föga annat än en avskrift av Arild Huitfeldts danska krönika. Enligt egen uppgift hade Widekindi 1675 färdig till material och koncept Erik XIV:s och Johan III:s historia. Widekindi var även latinsk skald. Av trycket utgick flera av hans "Carmina" och "Orationer". I ett brev klagar Widekindi över att han för alla sina "gratulationer, panegyriker och parentationer aldrig ett halföre åtnjutit".